# 平田晃正
平田 晃正（ひらた あきまさ、1973年 - ）は、日本の情報通信工学者、公衆衛生工学者。
名古屋工業大学先端医用物理・情報工学研究センター長、国際非電離放射線防護委員会議長、などを歴任。電磁界安全性において、同氏が考案、立証した安全性評価指標が国際ガイドラインで広く採用されている。また、工学的見地から熱中症リスクを分析した結果が広く活用されている。コロナ禍には、内閣官房AIシミュレーションプロジェクトにてAIによる感染拡大予測を実施、メディアなどで広く発信された。

## 略歴

### 学歴
- 1996年3月　大阪大学工学部通信工学科卒業[6]
- 1998年3月　大阪大学大学院工学研究科博士前期課程修了
- 2000年3月　大阪大学大学院工学研究科博士後期課程修了[6]

### 職歴
- 1999年1月　日本学術振興会学術振興会　特別研究員
- 2001年4月　大阪大学助手[7]
- 2005年4月　名古屋工業大学助教授[7]
- 2016年4月　名古屋工業大学教授[7]
- 2019年4月　名古屋工業大学先端医用物理・情報工学研究センター長[7]

## 主要論文
- International Commission on Non-Ionizing Radiation Protection, "Guidelines for limiting exposure to electromagnetic fields (100 kHz to 300 GHz)," Health physics 118 (5), 483-524, 2020.
- I Laakso, S Tanaka, S Koyama, V De Santis, A Hirata, "Inter-subject variability in electric fields of motor cortical tDCS," Brain stimulation 8 (5), 906-913, 2015.
- T Campi, S Cruciani, F Palandrani, V De Santis, A Hirata, M Feliziani, "Wireless power transfer charging system for AIMDs and pacemakers," IEEE transactions on microwave theory and techniques 64 (2), 633-642, 2016.
- A Hirata, SI Matsuyama, T Shiozawa, "Temperature rises in the human eye exposed to EM waves in the frequency range 0.6-6 GHz," IEEE Transactions on Electromagnetic Compatibility 42 (4), 386-393, 2000.

## 社会活動

### 委員活動
- 2021年ー2023年　内閣官房（現、内閣感染危機管理統括庁）AI・シミュレーションプロジェクト　メンバー[8]
- 2022年ー2024年度　日本学術振興会　学術システム研究センター 専門研究員[9]
- 2023年ー現在　 　総務省　情報通信審議会情報通信分科会　電波利用環境委員会　主査
- 2024年ー2028年　国際非電離放射線防護委員会議長[10]

### 学術雑誌編集
- 2007年ー2012年　IEEE Transactions on Biomedical Engineering, Associate Editor
- 2019年ー　　　IEEE Transactions on Electromagnetic Compatibility, Associate Editor
- 2019年ー         Physics in Medicine and Biology, Exective Editorial Board member

### 受賞歴
- 2006年　文部科学大臣表彰若手科学者賞
- 2007年　第22回電気通信普及財団賞（テレコムシステム技術賞）
- 2008年　安藤博記念学術奨励賞
- 2011年　KDDI財団優秀研究賞[11]
- 2011年　文部科学大臣表彰科学技術賞（研究部門）
- 2013年　船井情報科学振興財団　船井学術賞
- 2013年　電気学会　電気学術振興賞（進歩賞）[12]
- 2014年　文部科学大臣表彰科学技術賞（理解増進部門）
- 2014年　電子情報通信学会　論文賞[13]
- 2015年　IEEE Electromagnetic Compatibility Society, Technical Achievement Award
- 2016年　ドコモ・モバイル・サイエンス賞[14]
- 2017年　IEEE Fellowの称号
- 2017年　電子情報通信学会 エレクトロニクスソサイエテイ賞[15]
- 2018年   日本学術振興会賞[16]
- 2018年   日本学士院学術奨励賞
- 2019年　電子情報通信学会フェローの称号[17]
- 2019年　電気学会学術振興賞　進歩賞[12]
- 2019年　市村学術賞 功績賞[18]
- 2020年　文部科学大臣表彰 科学技術賞（理解増進部門）
- 2021年　電子情報通信学会 業績賞[19]
- 2022年　内閣府　日本オープンイノベーション大賞　日本学術会議会長賞[20]
- 2023年　IEEE EMC-S Richard R. Stoddart Award for Outstanding Performance[21]
- 2023年　Asia-Pacific Artificial Intelligence Association, Fellowの称号[22]
- 2024年　電気学会フェローの称号[23]
- 2024年　厚生労働大臣 感謝状[24]
- 2024年　文部科学大臣表彰 科学技術賞（開発部門）[25]